# Myrmica scabrata
Myrmica scabrata är en myrart som beskrevs av Buckley 1867. Myrmica scabrata ingår i släktet rödmyror, och familjen myror. Inga underarter finns listade i Catalogue of Life.